# マリース・ジョー
マリース・ジョー（Malese Jow,  1991年2月18日 - ）は、アメリカ合衆国の女優である。

## 来歴
1991年、オクラホマ州タルサに生まれる。中国人の父親とアメリカ人のハーフで、母方からはチェロキー族の血も引いている。日本語表記では「マレス」と表記されることがあるが、実際には「マリース」の発音である。6歳の頃に子役としてテレビ番組の『バーニー&フレンズ』へ出演。2000年代初頭から本格的に女優としての活動を始め、2007年に『Bratz』で映画デビューし、2009年には『屋根裏のエイリアン』へも出演した。翌年の2010年にはジェシー・アイゼンバーグがFacebookの創設者マーク・ザッカーバーグを演じた『ソーシャル・ネットワーク』へ出演。
近年では、テレビドラマシリーズ『ヴァンパイア・ダイアリーズ』や2004年から2007年まで出演した児童向けテレビシリーズ『アンファビュラス』などで知られており、『アンファビュラス』では、2005年、2006年、2008年にヤング・アーティスト・アワードのアンサンブル賞へノミネートされた。現在は女優として以外にも歌手、シンガーソングライターとしても活動している。

## 出演作品

### 映画
- Bratz (2007)
- 屋根裏のエイリアン Aliens in the Attic (2009)
- Mother Goose Parade (2008) ※テレビ映画
- You're So Cupid! (2010)
- ソーシャル・ネットワーク The Social Network (2010)
- Shelter (2012) ※テレビ映画
- Plastic (2014)
- Presumed Dead in Paradise (2014)
- 大脱出3 Escape Plan: The Extractors (2019)

### テレビシリーズ
- バーニー&フレンズ Barney & Friends (1997)
- Dellaventura (1997)
- ザ・ブラザーズ・ガルシア The Brothers Garcia (2003)
- アンファビュラス Unfabulous (2004 - 2007)
- ウェイバリー通りのウィザードたち Wizards of Waverly Place (2007)
- ザ・ヤング・アンド・ザ・レストレス The Young and the Restless (2008)
- iCarly iCarly (2009)
- The Secret Life of the American Teenager (2009)
- シークレット・アイドル ハンナ・モンタナ Hannah Montana (2009)
- レバレッジ 〜詐欺師たちの流儀 Leverage (2010)
- ヴァンパイア・ダイアリーズ The Vampire Diaries (2010 - 2011)
- The Troop (2011)
- Big Time Rush (2011 - 2013)
- デスパレートな妻たち Desperate Housewives (2011)
- CSI:マイアミ CSI: Miami (2012)
- キャッスル 〜ミステリー作家は事件がお好き Castle (2014)
- Star-Crossed (2014)
- ザ・フラッシュ The Flash (2015)
- シャナラ・クロニクルズ The Shannara Chronicles (2017)